# ミヒャエル・ラング
ミヒャエル・リコ・ラング（Michael Rico Lang, 1991年2月8日 - ）は、スイス・ザンクト・ガレン出身のサッカー選手。ポジションはディフェンダー。FCバーゼル所属。

## 経歴

### クラブ
故郷のクラブであるFCザンクト・ガレンのユースを経て、2007年5月24日のFCアーラウ戦でファーストチームデビューを飾った。2011年にグラスホッパーに移籍した。2014-15シーズンでグラスホッパーとの契約が満了し、2015年6月にFCバーゼルに加入した。
2018年6月29日、ボルシア・メンヒェングラートバッハと4年契約を締結することが発表された。背番号はフィリップ・デームスやアンドレアス・クリステンセンらが着用した3番。しかし、定位置確保とはならなかった。
2019年8月29日、ヴェルダー・ブレーメンに1シーズンのレンタル移籍。リーグ戦9試合に出場したが、チームが2部に降格したことに伴い退団した。翌シーズンはボルシアに戻るも、DFBポカール2試合に起用されたのみだった。
2021年7月19日、FCバーゼルに1年延長オプション付きの2年契約で復帰することが発表された。

### 代表
2005年から2012年まで各年代別代表チームに選出され、2013年8月のブラジル戦でスイス代表デビューを飾った。
2018年のワールドカップではスウェーデン戦で一発退場となった。

## 代表歴

### 出場大会
- スイス代表
  - 2014 FIFAワールドカップ
  - 2018 FIFAワールドカップ

### 試合数
- 国際Aマッチ 31試合 3得点（2013年-2019年）[7]

| スイス代表 | 国際Aマッチ | 国際Aマッチ |
| 年         | 出場        | 得点        |
| ---------- | ----------- | ----------- |
| 2013       | 4           | 1           |
| 2014       | 4           | 0           |
| 2015       | 5           | 1           |
| 2016       | 7           | 0           |
| 2017       | 1           | 0           |
| 2018       | 9           | 1           |
| 2019       | 1           | 0           |
| 通算       | 31          | 3           |

## タイトル
グラスホッパー
- スイス・カップ：1回
  - 2012-13

FCバーゼル
- スーパーリーグ：1回
  - 2015-16, 2016-17